# Shepherd-eilanden

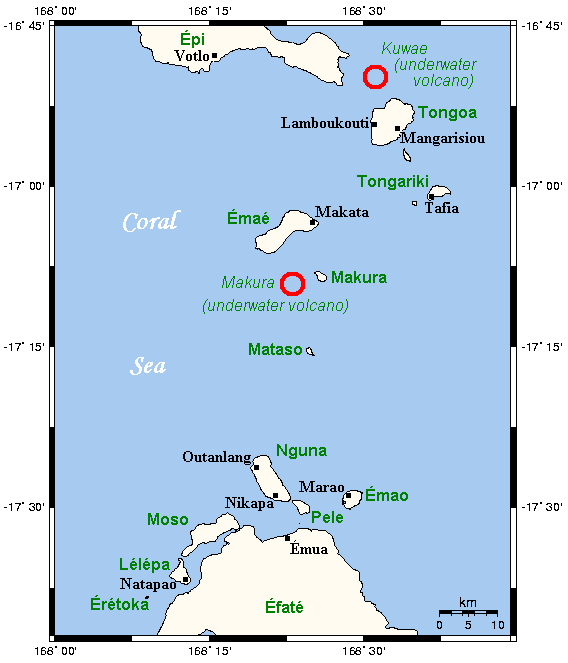
Shepherd-eilanden en bij behorende onderwatervulkanen

De Shepherd-eilanden zijn een eilandengroep tussen de grotere eilanden Epi en Efate in de provincie Shefa van Vanuatu. De eilandengroep heeft een oppervlakte van  88 km² en in 2009 woonden er 7782 mensen. De belangrijkste eilanden zijn (van noord naar zuid):  Laika, Tongoa, Tongariki, Emae, Makura, Mataso en Monument. De grootste eilanden zijn Emae en Tongoa. De eilanden zijn feitelijk de boven zee uitstekende omtrek van de kraters van twee vulkanen die onder zeeniveau liggen, de Kuwae en de Makura. Het hoogste punt ligt op Emae, 644 m boven zeeniveau. 
De eilanden liggen erg geïsoleerd en worden alleen door avontuurlijke toeristen bezocht. Op Emae en Tongoa zijn airstrips en bestaat een lijndienst die driemaal per week de eilanden met de hoofdstad Port Vila verbindt. Er zijn daar eenvoudige verblijfsmogelijkheden in bungalows.

## Bewoners
| Name             | Aantal inwoners | Oppervlakte in km2 |
| ---------------- | --------------- | ------------------ |
| Tongoa           | 2300            | 41                 |
| Emae             | 743             | 36,5               |
| Overige eilanden | 4739            | 34,5               |

## Gesproken talen
De meeste eilanden worden bewoond door Melanesiërs zoals in heel Vanuatu. Het eiland Emae is echter een Polynesische exclave waar een Polynesische taal gesproken wordt. Op de andere eilanden worden twee verschillende (Melanesisch) talen gesproken die het nauwst verwant zijn aan de taalgroep die in het midden van de Vauatu-archipel wordt gesproken.

## Links
- (en) Wantok Environment Centre, Shepherd Islands
- (en) VNSO 2009 National Population and Housing Census